# Большой Варьёган
Большой Варьёган (устар. Большой Варь-Еган) — река в России, протекает по территории Нефтеюганского района Ханты-Мансийского автономного округа. Устье реки находится в 114 км по левому берегу протоки Большой Юганской, берёт своё начало из озера Варъёгантор. Длина реки — 36 км.

## Данные водного реестра
По данным государственного водного реестра России относится к Верхнеобскому бассейновому округу, водохозяйственный участок реки — Обь от города Нефтеюганск до впадения реки Иртыш, речной подбассейн реки — Обь ниже Ваха до впадения Иртыша. Речной бассейн реки — (Верхняя) Обь до впадения Иртыша.